# TDRKH
TDRKH‏ (Tudor and KH domain containing) هوَ بروتين يُشَفر بواسطة جين TDRKH في الإنسان.